# Джордж, Чарли
Чарльз Фредерик Джордж (англ. Charles Frederick George; более известный как Чарли Джордж англ. Charlie George; 10 июня 1950, Рединг) — английский футболист,  выступавший на позиции полузащитника. Экс-игрок национальной сборной Англии. 

## Карьера
Чарли родился в Ислингтоне, Лондон. Он посещал школу «Графтон», школу «Холлоуэй-Роуд» и школу «Нью-Миддлтон» в этом районе. Джордж поддерживал «Арсенал» еще будучи мальчиком и играл за команду школьников Ислингтона, а затем присоединился к своему любимому клубу в мае 1966 года. Он стал профессионалом в 1968 году и дебютировал в первой команде в клубе 9 августа 1969 года против «Эвертона» в первый игровой день сезона 1969/70; «Арсенал» проиграл 1:0. Он стал игроком основного состава в этом сезоне, сыграв 39 раз, в том числе, был игроком канониров на «Кубке Ярмарок» 1969/70. В том турнире он забил голы против «Динамо (Бакэу)» и «Аякса», а также сыграл в обеих играх финала против «Андерлехта», который «Арсенал» выиграл со счетом 4:3.